# Palača Charlottenburg
Palača Charlottenburg (nemško Schloss Charlottenburg) je baročna palača v Berlinu, v Charlottenburgu, v okrožju Charlottenburg-Wilmersdorf.
Palača je bila zgrajena konec 17. stoletja in je bila v 18. stoletju močno razširjena. Vključuje veliko razkošno notranjo dekoracijo v baročnem in rokokojskem slogu. Za palačo je bil dodan velik uraden park, obdan z gozdom, vključno z razglednim stolpom, mavzolejem, gledališčem in paviljonom. Med drugo svetovno vojno je bila palača močno poškodovana, a je bila kasneje obnovljena. Palača z vrtovi je velika turistična atrakcija.

## Zgodovina

### Palača
Prvotno palačo je naročila Sophie Charlotte, žena Friderika III., volilnega kneza Brandenburškega v takratni vasi Lietzow. Palačo, imenovano Lietzenburg, je zasnoval Johann Arnold Nering v baročnem slogu. Enotraktna je bila zgrajena v 2+1⁄2 nadstropjih s sredinsko kupolo. Fasada je bila okrašena s korintskimi pilastri. Na vrhu je bil venec, na katerem so bili kipi. Na zadnji strani v središču palače sta bili dve ovalni dvorani, zgornja je bila slavnostna dvorana, spodnja pa je omogočala dostop do vrtov. Nering je med gradnjo palače umrl, delo pa sta dokončala Martin Grünberg in Andreas Schlüter. Slavnostna otvoritev palače je bila 11. julija 1699, na Friderikov 42. rojstni dan.
Friderik se je leta 1701 v Prusiji okronal za kralja Friderika I. (Friderik II., znan kot Friderik II. Veliki, bo kasneje dosegel naziv kralj Prusije). Dve leti pred tem je za kraljevega arhitekta imenoval Johanna Friedricha von Eosanderja (znanega tudi kot Eosander von Göthe) in ga poslal na študij arhitekturnega razvoja v Italijo in Francijo, zlasti Versajsko palačo. Ob vrnitvi leta 1702 je Eosander začel širiti palačo, začenši z dvema stranskima kriloma, da bi zaprl veliko dvorišče, glavno palačo pa so razširili na obeh straneh. Sophie Charlotte je umrla leta 1705 in Friderik je v njen spomin palačo in njeno posest poimenoval Charlottenburg. V naslednjih letih so na zahodu palače zgradili Oranžerijo, osrednji del pa razširili z velikim kupolastim stolpom in večjim preddverjem. Na vrhu kupole je vetrovnik v obliki pozlačenega kipa, ki predstavlja Fortuno, ki ga je oblikoval Andreas Heidt. Oranžerija je bila prvotno namenjena prezimovanju redkih rastlin. V poletnih mesecih, ko je več kot 500 dreves pomarančevcev, citrusov in kislih pomarančevcev krasilo baročni vrt, je bila Oranžerija redno čudovito prizorišče dvornih praznovanj.
Za okrasitev notranjosti palače so bili povabljeni različni umetniki. Kot dvorni slikar Friderika I. je bil flamski umetnik Jan Anthonie Coxie naročen za poslikavo sten in stropov v različnih prostorih palače. Coxie je med letoma 1701 in 1713 naslikal freske in oltarno sliko v palačni kapeli ter freske v galeriji Gobelinov in sobi s porcelanom. Freske v sobi s porcelanom so bile očitna propaganda za veličastno vladavino Friderika I. Predstavljajo Auroro, boginjo zore, v svojem sedemvprežnem vozu, ki preganja noč in čisti pot bogu sonca Apolonu, ki se približuje v svoji kočiji v soju svetlobe. Merkur, ki lebdi nad našimi glavami, napoveduje prihod boga, ki daje življenje, Saturn pa s svojo koso vodi v zlato dobo. Coxie je vključil tudi slike štirih celin in štirih letnih časov, ki so znane aluzije na politično moč in tako potrjujejo veličino Friderika I..
V notranjosti palače je bila soba, opisana kot »osmo čudo sveta«, Jantarna soba (Bernsteinzimmer), soba s stenami, okrašenimi z dekorativnim jantarjem. Zasnoval jo je Andreas Schlüter, leta 1701 pa jo je začel graditi danski mojster jantarja Gottfried Wolfram. Friderik Viljem I. Pruski je leta 1716 podaril jantarno sobo carju Petru Velikemu kot darilo.
Ko je leta 1713 Friderik I. umrl, ga je nasledil njegov sin Friderikh Viljem I., čigar gradbeni načrti so bili manj ambiciozni, čeprav je poskrbel, da je bila stavba ustrezno vzdrževana. Gradnja se je nadaljevala, ko je leta 1740 na prestol prišel njegov sin Friderik II. (Friderik II. Veliki). Tega leta so južno od krila oranžerije dokončali hleve za njegov polk osebne straže in začeli so dela na vzhodnem krilu. Gradnjo novega krila je nadzoroval Georg Wenzeslaus von Knobelsdorff, nadzornik vseh kraljevih palač, ki je v veliki meri sledil Eosandru. Zunanjost je bila relativno preprosta, notranja oprema pa bogata s slikami in kiparstvom, tekstilom in ogledali. Pritličje je bilo namenjeno Friderikovi ženi Elizabeti Kristini, ki pa je bila le občasna obiskovalka. Posebno sijajno dekoracijo zgornjega nadstropja, ki je vključevala Belo dvorano, Banketno dvorano, Prestolno sobo in Zlato galerijo, je zasnoval predvsem Johann August Nahl. Leta 1747 je bilo v oddaljenem vzhodnem delu trakta pripravljeno drugo stanovanje za kralja. V tem času so v Potsdamu gradili Sanssouci in ko je bil dokončan, je bil Friderik le občasen obiskovalec Charlottenburga.
Leta 1786 je Friderika nasledil njegov nečak Friderik Viljem II., ki je pet sob v pritličju vzhodnega trakta spremenil v svoje poletne prostore in del zgornjega nadstropja v zimske dvorane, čeprav ni živel dovolj dolgo, da bi jih lahko uporabljal. Njegov sin, Friderik Viljem III. Pruski, je prišel na prestol leta 1797 in s svojo ženo, kraljico Luise, vladal 43 let. Velik del tega časa so živeli v vzhodnem krilu Charlottenburga. Leta 1804 je Napoleon po porazu Prusije pri Jeni-Auerstedtu vkorakal v Berlin in se naselil v palači, ki je postala njegov glavni štab. Njun najstarejši sin Friderik Viljem IV., ki je vladal od leta 1840 do 1861, je živel v zgornjem nadstropju osrednje stavbe palače. Po smrti Friderika Viljema IV. je bil edini drugi kraljevi rezident palače Friderik III. Nemški, ki je leta 1888 vladal 99 dni.
Palača je bila močno poškodovana leta 1943 med drugo svetovno vojno. Leta 1951 so porušili med vojno poškodovano stavbo Stadtschloss v vzhodnem Berlinu in ker je bila škoda v Charlottenburgu vsaj tako resna, se je balo, da bo tudi ta porušena. Vendar pa je bila po prizadevanjih Margarete Kühn, direktorice državnih palač in vrtov, obnovljena v prejšnje stanje z ogromnimi modernimi stropnimi poslikavami Hanna Trierja. Od leta 2004 do začetka leta 2006 je bila palača Charlottenburg sedež nemškega predsednika, medtem ko so Schloss Bellevue prenavljali.

## Posest
Park je leta 1697 v baročnem slogu zasnoval Simeon Godeau, na katerega je vplival André le Notre, oblikovalec vrtov v Versaillesu. Godeaujevo zasnovo so sestavljali geometrijski vzorci z drevoredi in jarki, ki so ločevali vrt od naravnega okolja. Onkraj formalnih vrtov je bil ribnik s krapi. Proti koncu 18. stoletja je postalo modno manj formalno, bolj naravno oblikovanje vrtov. Leta 1787 je kraljevi vrtnar Georg Steiner preoblikoval vrt v angleškem krajinskem slogu za Friderika Viljema II., delo pa je vodil Peter Joseph Lenné. Po drugi svetovni vojni je bilo središče parka obnovljeno v prejšnjem baročnem slogu.
Leta 1788 je Friderik Viljem II. poskrbel za gradnjo Belvedereja, ki ga je zasnoval Carl Gotthard Langhans, na zemljišču onkraj ribnika krapov. Stavba je bila uporabljena kot čajnica in kot razgledni stolp. Langhans je zasnoval tudi Palace Theatre, ki je bil zgrajen med letoma 1788 in 1791 zahodno od krila Oranžerije.
Mavzolej je bil zgrajen kot grobnica za kraljico Louise med letoma 1810 in 1812 v neoklasicističnem slogu po načrtu Heinricha Gentza. Po smrti Friderika Viljema III. je bila razširjena; ta dizajn je ustvaril Karl Friedrich Schinkel. Albert Geyer ga je ponovno razširil v letih 1890–91, da bi vanjo položil grobove Viljema I. in njegove žene Avguste. Leta 1825 je Friderik Viljem III. severno od palače dodal Neuerjev paviljon, italijansko vilo, ki jo je zasnoval Schinkel. Ta je bila v vojni leta 1943 poškodovana in obnovljena med leti 1957 in 1970.

- Alegorija mirovnih aktov Friderika I., Jan Anthonie Coxie v galeriji Gobelinov
- Čajna hiša "Belvedere" v parku
- Oranžerija
- Pogled iz zraka na vrtove palače Charlottenburg
- Vrtovi palače Charlottenburg
- Kraljevi mavzolej

## Danes
Palača in posestvo sta glavna atrakcija za obiskovalce.
- Za vstopnino so deli notranjosti palače odprti za obiskovalce, vključno s Staro palačo (Alte Schloss) in Novim krilom (Neuer Flügel). Stara palača vsebuje veliko prostorov z baročno dekoracijo in vključuje sobo, imenovano Kabinet porcelana, ki hrani na tisoče porcelanastih predmetov. Posebej na ogled so kronski dragulji ter namizna posoda iz kraljevskega srebra in finega porcelana. Novo krilo vključuje razkošne rokokojske državne apartmaje Friderika Velikega in skromnejše zimske dvorane Friderika Viljema II. Formalni in neformalni vrtovi so prosto odprti za javnost.
- Mavzolej, Belvedere in Novi paviljon so za obiskovalce odprti za doplačilo. Mavzolej vsebuje grobove in spomenike članom družine Hohenzollern. Spomenik kraljici Luise vključuje njeno ležečo podobo, ki je izdelana iz carrarskega marmorja in jo je oblikoval Christian Daniel Rauch.
- Za javnost sta odprta tudi Belvedere, ki vsebuje zbirko berlinskega porcelana[14] in paviljon Neue, v katerem je zbirka umetnosti in obrti iz obdobja, ko je deloval Schinkel.
- V nekdanji Oranžeriji sta restavracija in kavarna.[15] Med drugo svetovno vojno porušeno Veliko oranžerijo so obnovili po vzoru baročne stavbe. Danes spet sije v starem sijaju. Svetloba oblita festivalska dvorana je prijeten okvir za kulturne dogodke, koncerte in bankete.
- Poleg tega je velik konjeniški kip velikega volilnega kneza Friderika Viljema v središču dvorišča palače. Zasnoval ga je Andreas Schlüter in je bil izdelan med letoma 1696 in 1700. Od leta 1703 je stal najprej na Dolgem mostu in kasneje na istem mestu na Mostu volilnih knezov (danes Rathausbrücke), vendar so ga v drugi svetovni vojni preselili na varno. Ob vrnitvi po vojni se je barka, ki jo je prevažala, potopila in so jo rešili šele leta 1949. Leta 1952 so jo postavili na današnjem mestu.[16] Čez ulico palače sta še dva muzeja, muzej Bröhan, ki vsebuje izdelke secesije in art decoja, ter muzej Berggruen, ki hrani sodobno umetnost, zlasti dela Picassa in Kleeja. Na levi je zbirka Scharf-Gerstenberg. Njegova zbirka slik, grafik in kipov, ki zajema obdobje od francoske romantike do nadrealizma.